# مايلز جوري
مايلز ماديسون جوري (بالإنجليزية: Myles Madison Jury؛ مواليد 31 أكتوبر 1988) هو مقاتل فنون القتال المختلطة أمريكي.

## وصلات خارجية
- مايلز جوري على موقع يو إف سي (الإنجليزية)
- مايلز جوري على موقع بيلاتور (الإنجليزية)
- مايلز جوري على موقع شيردوغ (الإنجليزية)
- مايلز جوري على موقع IMDb (الإنجليزية)